# Magnolia pterocarpa
Espèce
Statut de conservation UICN

 DD  : Données insuffisantes
Magnolia pterocarpa est une espèce de plantes à fleurs de la famille des Magnoliaceae. C'est un arbre trouvé en Asie.

## Description
C'est un arbre.

## Répartition et habitat
L'espèce est trouvé au Bangladesh, en Inde (Assam), dans l'Himalaya, au Népal, Uttarakhand.
Elle pousse en milieu tropical humide.